# Деревенский, Борис Георгиевич
Бори́с Георгиевич Дереве́нский (родился 30 июня 1962) — русский писатель. Известен главным образом по изданному им популярному сборнику «Иисус Христос в документах истории», выдержавшему несколько изданий (СПб.: «Алетейя», 1-е изд.: 1998; 6-е изд.: 2013). Публикуется также в литературных журналах и коллективных сборниках.

## Биография
Родился в Южном Казахстане в семье инженера-электрика; старший из двух сыновей. 
После учёбы в КазПИ им. Абая (Алма-Ата) по специальностям «история» и «советское право» работал штатным корреспондентом в газетах «Кентауская правда», «Панорама Шымкента», а также ведущим новостей на телестудии «Икар» (Кентау). К этому же времени относятся первые литературные опыты.
Писательский дебют состоялся в 1991 году в Шымкенте, где вышла его брошюра «Загробная жизнь: Предания. Свидетельства. Факты». В то же время увлекается историей Древнего мира. В 1996 году в «Лениздате» были изданы его романы «Ирод и Клеопатра» и «Фатале монструм», посвящённые знаменитой египетской царице Клеопатре VII. В приложении к романам опубликовано его историческое эссе «Женщины в судьбе Марка Антония».
Тогда же начал заниматься евангельской историей, написал повесть «Пилат» (1996 г.), которую «Новый журнал» признал одной из лучших своих публикаций. Однако главным своим делом писатель считал издание сборника исторических документов, посвящённых Иисусу Христу. После кропотливой работы по сбору и переводу материалов (частью нигде ранее не публиковавшихся) сборник «Иисус Христос в документах истории» вышел в свет в 1998 году в санкт-петербургском издательстве «Алетейя». Деревенский опубликовал и снабдил подробными комментариями самые разнообразные документы: свидетельства еврейских, греческих и римских писателей I—II вв., выдержки из трудов раннехристианских авторов, рассказы апокрифических Евангелий (см.: Апокриф), сообщения Талмуда и Мидрашей. Отдельный раздел посвящён мусульманской литературе, повествующей о пророке ‘Исе ибн Марйам (см.: Иисус в исламе). Нашли своё место в сборнике и многочисленные фабрикации на евангельскую тематику (см.: Псевдо-Белецкий).
Сборник этот был с интересом встречен широкой читательской аудиторией . В Вестнике древней истории был опубликован подробный разбор этого труда. Но книга вызвала также активный протест тех, кто был недоволен, что апологетические цитаты соседствуют с враждебными христианству выдержками из талмудических источников, также оказывающимися историческими документами. В сборнике впервые в России был опубликован перевод еврейского анти-Евангелия «Толедот Йешу» в трёх вариантах (см. также: Иисус бен Пантира). Пятое, дополненное и переработанное издание сборника (2007 г.) учитывает практически все критические замечания и предложения, прозвучавшие в научной литературе.
«Учение об Антихристе в древности и средневековье» (2000 г.) — другая работа Б. Г. Деревенского, на которую также обратили внимание историки и богословы. В 2007 году в санкт-петербургском издательстве «Амфора» вышел переработанный вариант этого труда — «Книга об Антихристе».
В 2009 году в том же издательстве вышел в свет ещё один сборник документов: «Мусульманский Иисус». В обстановке обострения отношений между Западной и Восточной цивилизациями, когда ислам стал представляться на Западе как враждебная, агрессивная религия, Б. Г. Деревенский попытался показать, насколько ислам близок к христианству на самом деле («близок как никакая другая религия»), сколь многое мусульмане восприняли из евангельских сказаний и насколько прониклись учением о Мессии-Христе.
В монографии «Тайны евангельской истории» (2014) появилась особенная работа: «Сын Пантеры». Впервые на русском языке издано довольно подробное исследование происхождения и истории этого оскорбительного прозвища Иисуса Христа, употреблявшегося его недругами и противниками христианства на протяжении веков. Хотя на Западе учёные занимаются этой темой уже почти два века, в России ничего внятного по этому поводу до сих пор не писалось и не публиковалось.

## Список основных публикаций

### Книги
- Ирод и Клеопатра; Фатале монструм. Романы. В кн.: Чудовище судьбы: жизнь и смерть Клеопатры. Сборник. Сост. И. Ю. Куберский. СПб.: Лениздат, 1996. — 637 с. ISBN 5-289-01783-6.
- Иисус Христос в документах истории. Сост. Б. Г. Деревенский. СПб.: «Алетейя». 6-е изд.: 2014. — 576 с., 2 с. цв. вкл. — (Серия «Античное христианство. Источники»). — ISBN 978-5-91419-817-3.
- Учение об Антихристе в древности и средневековье. Сост. Б. Г. Деревенский. СПб.: «Алетейя», 2000. — 528 с. — (Серия «Античное христианство. Источники»). ISBN 5-89329-279-0.
- Книга об Антихристе. Сост. Б. Г. Деревенский. СПб.: «Амфора», 2007. — 653 с. — (Серия «Александрийская библиотека»). ISBN 978-5-367-00354-3.
- Деревенский Б. Г. Мусульманский Иисус. Антология. СПб.: «Амфора», 2009. — 271 с. — (Серия «Александрийская библиотека»). ISBN 978-5-367-01129-6.
- Деревенский Б. Г. Тайны евангельской истории. СПб.: «Алетейя», 2014. — 434 с. — ISBN 978-5-906705-70-9.
- Деревенский Б. Г. Убить Марата. Дело Марии Шарлотты Корде. — СПб.: «Алетейя», 2017. — ISBN 978-5-906980-07-6.

### Публикации в журналах и сборниках
- Пилат. Повесть. Часть I. «Новый журнал», (СПб.) № 4, 1996. Часть II. «Новый журнал», (СПб.) № 2, 1999. С. 3-44.
- Хананеянка. Новелла. «Новый журнал», (СПб.) № 4, 1997.
- Десять дней на Святой земле. Путевые заметки. «Новый журнал», (СПб.) № 2, 2000. С. 3-53.
- Знаменитые женщины древности. Исторический очерк. «Новый журнал», (СПб.) № 4, 2003.
- Пилат. Повесть. «Новый журнал», (СПб.) № 3, 2004. С. 101—151.
- История игры в городки. Альманах «Русский міръ», (СПб.) № 1, 2008. С. 357—372. ISBN 5-91233-019-2.

## Рецензии
- Все о Христе Статья Исраэля Шамира (1999).
- Серёгин А. В. Рецензия на антологию «Иисус Христос в документах истории» (СПб., 1998). // Вестник древней истории. 2002, № 1. С. 189—201.